# تشارلز باربر
تشارلز باربر (بالإنجليزية: Charles Barber)‏ هو مهندس مدني أسترالي، ولد في 6 يوليو 1888 في ملبورن في أستراليا، وتوفي في 4 أكتوبر 1965 في جيش أستراليا في أستراليا.